# Vern-sur-Seiche
Vern-sur-Seiche (bretonisch: Gwern ar Sec’h) ist eine französische Gemeinde mit 8.272 Einwohnern (Stand: 1. Januar 2022) im Département Ille-et-Vilaine in der Region Bretagne. Sie gehört zum Arrondissement Rennes, zum Kanton Janzé und ist Mitglied im Gemeindeverband Rennes Métropole.
Die Einwohner heißen Vernois(es).

## Geographie
Die Gemeinde liegt im Großraum neun Kilometer südöstlich von Rennes am Ufer des Flusses Seiche. An der nördlichen Gemeindegrenze verläuft das Flüsschen Blosne. 
Der Ort hat einen Bahnhof an der Bahnstrecke Châteaubriant–Rennes.

### Nachbargemeinden
Umgeben ist Vern-sur-Seiche von den Nachbargemeinden von Vern-sur-Seiche sind Chantepie im Norden, Domloup im Nordosten, Nouvoitou im Osten, Saint-Armel im Südosten, Bourgbarré im Süden, Saint-Erblon im Südwesten sowie Noyal-Châtillon-sur-Seiche im Westen.

## Bevölkerungsentwicklung
| Jahr      | 1806  | 1846  | 1906  | 1954  | 1962  | 1968  | 1975  | 1982  | 1990  | 1999  | 2006  | 2017  |
| --------- | ----- | ----- | ----- | ----- | ----- | ----- | ----- | ----- | ----- | ----- | ----- | ----- |
| Einwohner | 1.545 | 1.630 | 1.295 | 1.365 | 1.466 | 1.675 | 2.638 | 3.116 | 5.602 | 7.454 | 7.687 | 7.911 |

## Gemeindepartnerschaften
Mit der deutschen Gemeinde Schwalbach im Saarland besteht seit 1989 eine Partnerschaft.

## Sehenswürdigkeiten
- Kirche Saint-Martin, im 17. Jahrhundert auf den Fundamenten einer im 8. Jahrhundert begründeten Kirche errichtet, Umbau 1834
- Pont de Vaugon, Brücke über die Seiche, errichtet 1757 anstelle einer im 14. Jahrhundert gebauten Brücke, heute genutzt als Überführung für die Route nationale 163
- Bois de Sœuvres, Waldgebiet von 170 Hektar im Norden der Gemeinde
- Waschhaus (la Lavoir)

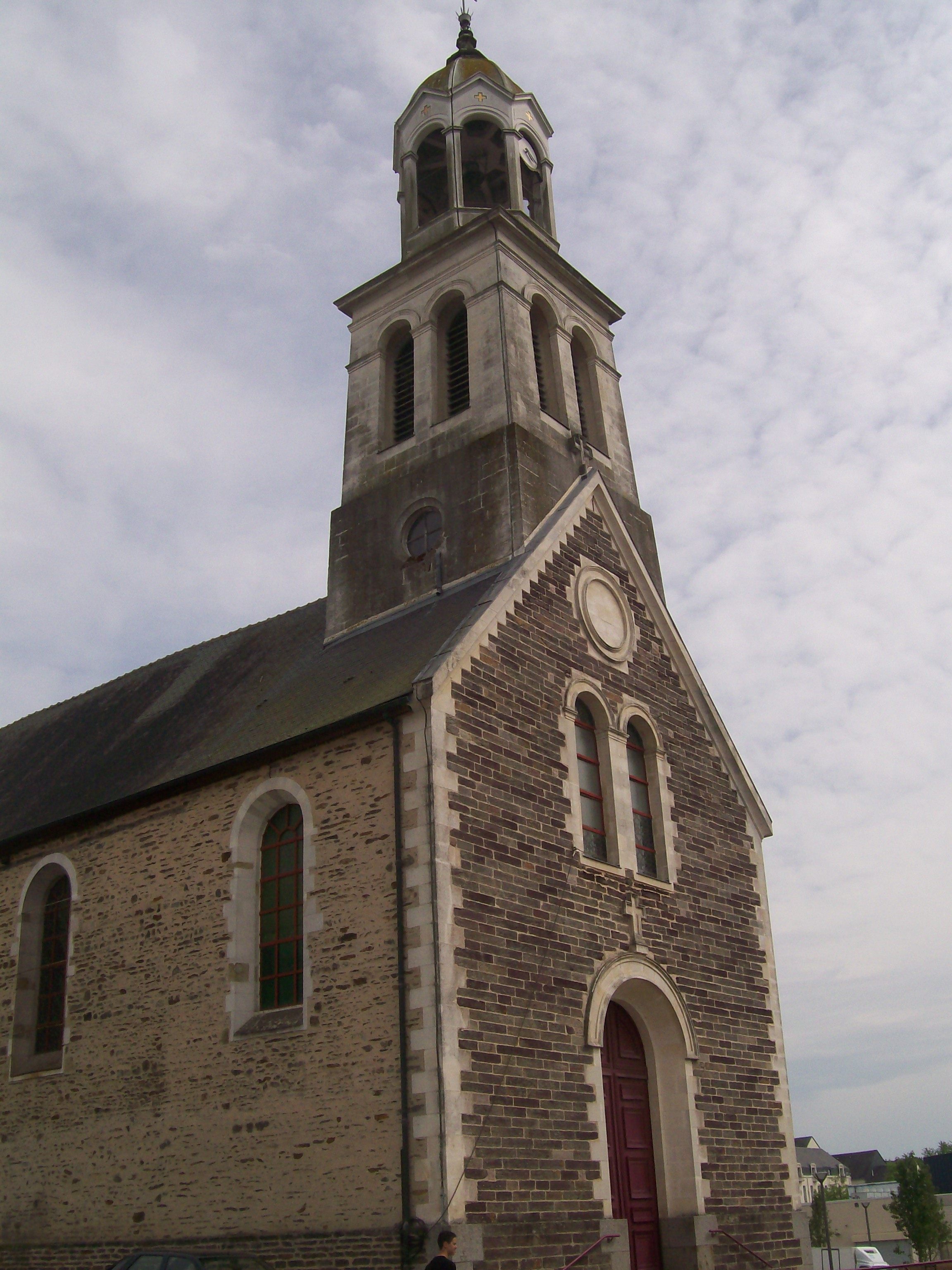
Kirche Saint-Martin
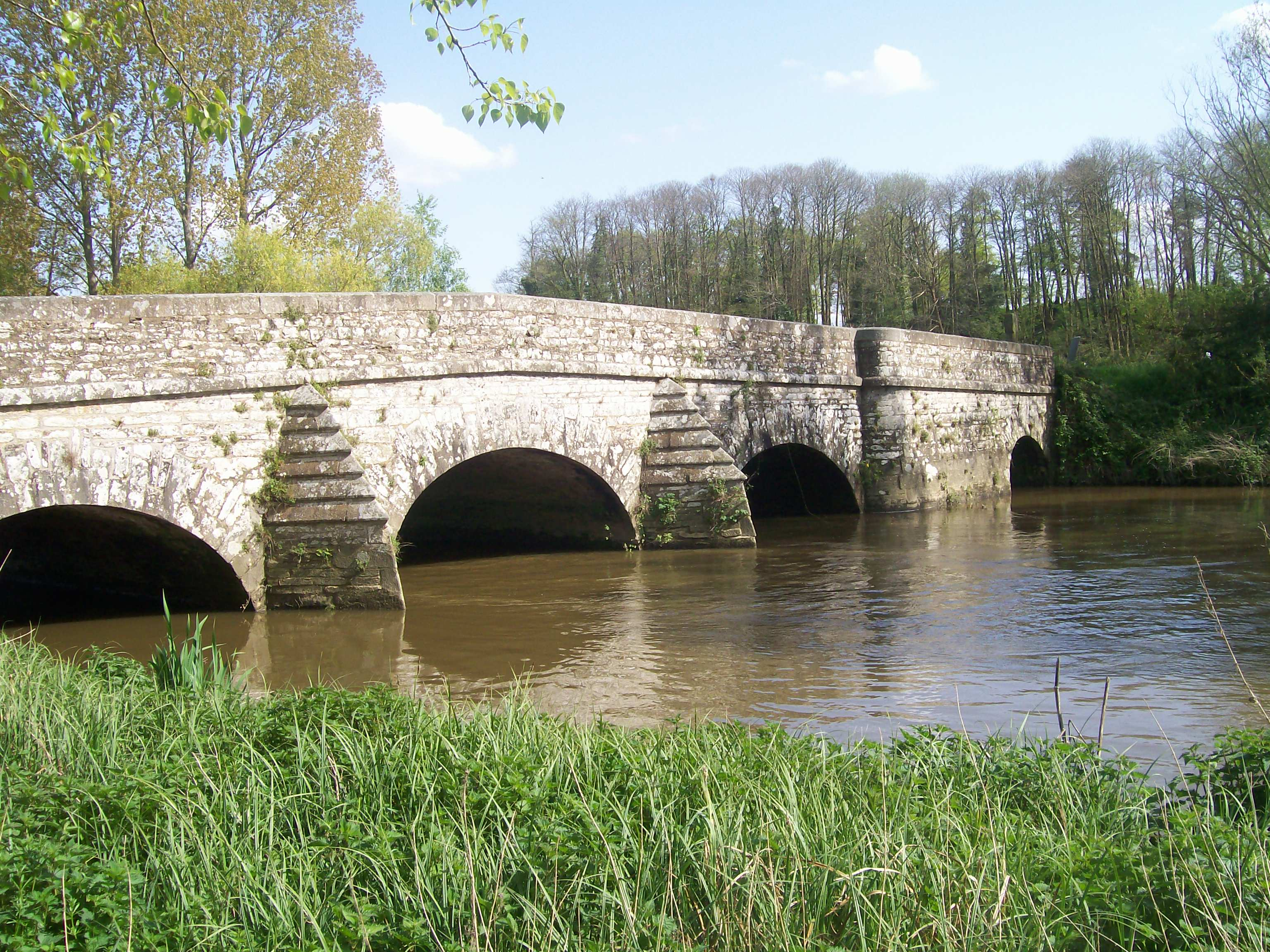
Brücke über die Seiche, sog. Pont de Vaugon